# Reformierte Kirche Frick

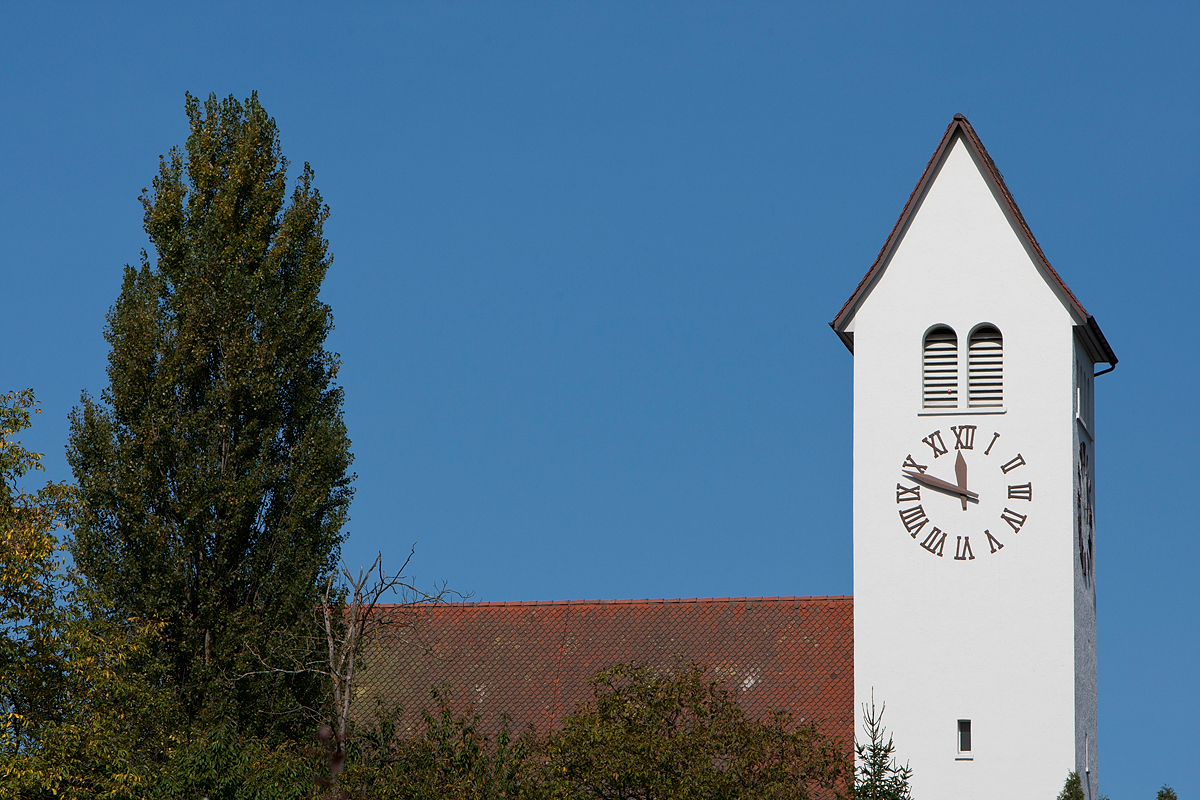
Reformierte Kirche Frick

Die reformierte Kirche Frick ist die reformierte Dorfkirche in der Gemeinde Frick im Schweizer Kanton Aargau. Die Kirche wurde 1910 eingeweiht.

## Geschichte
Mit der Industrialisierung im 19. Jahrhundert kam erstmals eine namhafte Anzahl Reformierter ins obere Fricktal, die 1881 zum ersten Mal im damaligen Bezirksschulhaus von Frick einen reformierten Gottesdienst feierten. Zunächst war der Pfarrer von Bözen für die Reformierten zuständig. Im Jahre 1894 wurde die evangelisch-reformierte Genossenschaft von Frick und Umgebung gegründet und ab 1899 gab es erste Bestrebungen zum Bau einer eigenen Kirche. So wurde zunächst ein Grundstück im Ebnet gekauft, das sich jedoch als zu schmal herausstellte, als 1907 das erste Bauprojekt vorlag. Trotz des Zukaufs des Nachbargrundstücks im Jahr 1908 wurde der Bau in der Mühlehalde realisiert, wo 1909 ein Bauplatz gekauft wurde.
Die Kirche wurde nach einem Projekt der Firma Vischer & Sohn, Basel, gebaut und am 3. Juli 1910 eingeweiht. Im darauf folgenden Jahr wurde die Orgel eingeweiht und am 16. Juni 1912 fand der Glockenaufzug statt. Die Orgel wurde 1962 durch einen Neubau von Kuhn ersetzt mit 22 Registern.